# Магуа (одежда)
Магуа (маньчжурский:ᠣᠯᠪᠣ olbo, кит. 马褂) — мужской фасон куртки, предназначенной для ношения вместе с маньши чаншань (滿式長衫) и поверх него как часть традиционной манчжурской одежды. Был распространён во времена династии Цин (1644—1911). Магуа доходит до талии, у этой куртки пять пуговиц-дисков спереди и немного короткие, но широкие рукава. У фасона было несколько вариантов. Такие куртки носили маньчжуры по всему Китаю со времён правления Шуньчжи до времён Канси, после чего фасон стал популярен по всему Цинскому Китаю.
Дословно название переводится как «куртка для верховой езды». Магуа изначально была простой накидкой, предназначенной для защиты чаншаня во время верховой езды и обычных повседневных занятий, однако со временем она стала более сложной, для чиновников — частью их униформы; одна из разновидностей магуа, императорский жёлтый жакет, стала свидетельством императорского одобрения конкретного человека.
Магуа считается предшественником бальзамовой куртки (鳳仙裝) и танчжуана.

## В китайской культуре

### Туцзя
Туцзя — одна из 56 признанных этнических групп Китая. И мужчины, и женщины в основном носят юбки и куртки, отдавая предпочтение таким цветам, как чёрный и синий. После 1730-х годов мужчины и женщины начали носить одежду, различающуюся по гендеру. Мужчины надевают магуа, застегивающуюся спереди по центру, поверх длинного синего халата. Магуа можно носить в официальном чёрном цвете или в неформальном — красном, зелёном или сером цветах, с широкими брюками, как правило, иного цвета, часто белого. Мужчины повязывали пояса вокруг талии, чтобы было легче переносить инструменты или принадлежности, и носили белые или чёрные тюрбаны. Женщины носили широкие длинные платья с короткими рукавами, застегивающиеся на левую сторону, с декоративными элементами по краю рукавов и воротника, а также бафу луокун (юбку из восьми полос) из красного и чёрного клетчатого шёлка, расшитую цветами или другими узорами.

## Региональные разновидности

### Бирманскийтайкпон

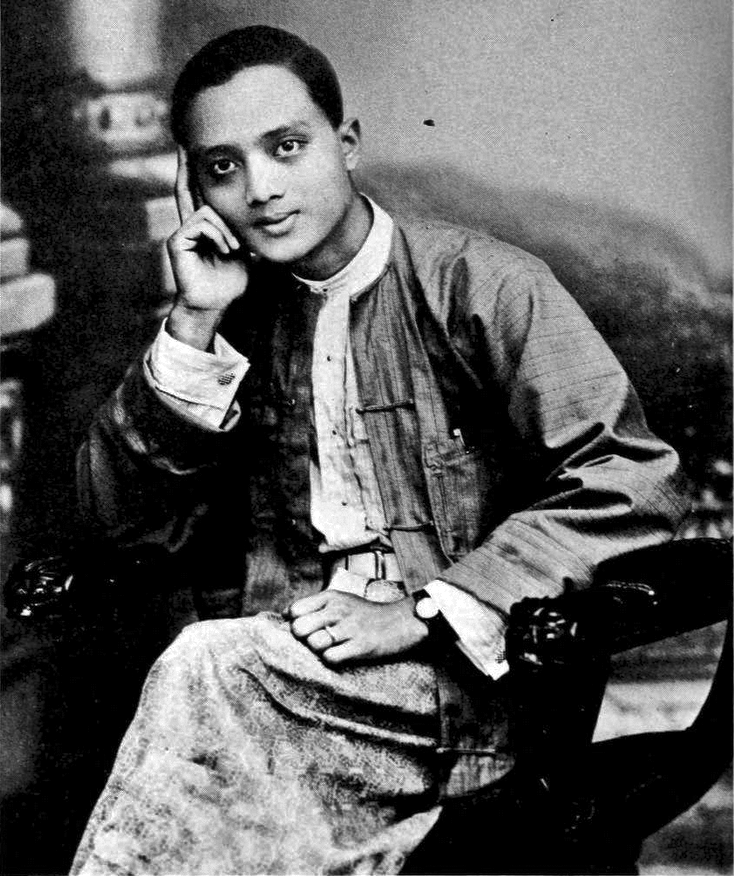
У Тан одет в тайкпон поверх рубашки без воротника.

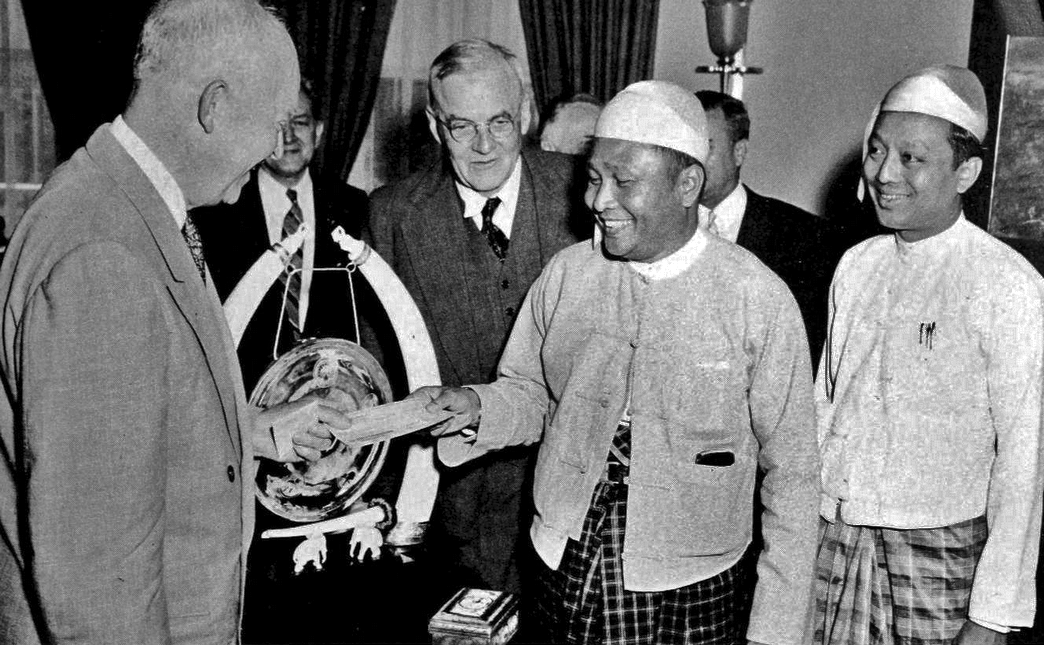
Бирманские политики одеты в тайкпоны.

Тайкпон эингьи (တိုက်ပုံအင်္ကျီ) — традиционная куртка бирманских мужчин, произошедшая от магуа. Она начала приобретать популярность во времена поздней династии Конбаун и стала неотъемлемой частью традиционной официальной одежды в колониальную эпоху.

### Корейскаямагоджа
Магочжа — длинная куртка, которую носят с ханбоком, потомок магуа, появившийся у корейцев после того, как Ли Ха Ын, отец короля Коджона, в 1887 году вернулся из политической ссылки в Маньчжурии.